# Develi (Kayseri)
Develi ist eine Stadtgemeinde (Belediye) im gleichnamigen Ilçe (Landkreis) der Provinz Kayseri in der türkischen Region Zentralanatolien und gleichzeitig ein Stadtbezirk der 1988 gebildeten Büyükşehir Belediyesi Kayseri (Großstadtgemeinde/Metropolprovinz). Seit der Gebietsreform 2013 ist die Gemeinde flächen- und einwohnermäßig identisch mit dem Landkreis.
Der Kreis grenzt intern (beginnend im Süden im Uhrzeigersinn) an Yahyalı, Yeşilhisar, İncesu, Hacılar, Melikgazi und Tomarza sowie im Südosten an die Provinz Adana.
Erstmals schriftlich erwähnt wurde der Ort 1254 als Dâvâlı. Der heutige Ort Deverek entstand aus Vereinigung der Orte Develi, Everek sowie Feneze und wurde im Jahr 1860 zum Landkreis erklärt. Die im Stadtlogo vorhandene Jahreszahl (1871) dürfte auf das Jahr der Ernennung zur Stadtgemeinde (Belediye) hinweisen.
Im Landkreis Develi liegen die hethitischen Felsreliefs von Taşçı und von Fıraktın.

## Verwaltung
Der Kreis (bzw. der Kaza als Vorgänger) bestand schon bei Errichtung der Türkischen Republik 1923 und hatte zur ersten Volkszählung (1927) 51.047 Einwohner in 101 Dörfern auf 2.900 km², davon 9.506 im gleichnamigen Verwaltungssitz.
(Bis) Ende 2012 bestand der Landkreis neben der Kreisstadt aus den vier Stadtgemeinden (Belediye) Gazi, Şıhlı, Sindelhöyük und Zile sowie 45 Dörfern (Köy) in zwei Bucaks, die während der Verwaltungsreform 2013 in Mahalle (Stadtviertel/Ortsteile) überführt wurden. Die 26 existierenden Mahalle der Kreisstadt blieben erhalten, während die Mahalle der vier anderen Belediye vereint und zu je einem Mahalle reduziert wurden. Durch Herabstufung dieser Belediye und der Dörfer zu Mahalle stieg deren Zahl auf 75 an. Ihnen steht ein Muhtar als oberster Beamter vor.
Ende 2020 lebten durchschnittlich 860 Menschen in jedem der Mahalle, 5.079 Einw. im bevölkerungsreichsten (Yeni Mah.).

## Persönlichkeiten
- Sarkis Torossian (1891–1954), osmanischer Militärkommandant armenischer Herkunft
- Mustafa İslamoğlu (* 1960), islamischer Theologe und Schriftsteller
- Sultan Özcan (* 1965), Politikerin